# Sefton Delmer
Sefton Delmer (n. 24 mai 1904, Berlin, Imperiul German – d. 4 septembrie 1979, Lamarsh⁠(d), Braintree⁠(d), Anglia, Regatul Unit) a fost un jurnalist britanic de descendență australiană și propagandist pentru guvernul britanic în timpul celui de-Al Doilea Război Mondial.
Vorbind fluent germană (fiind, de atfel un nativ al Berlinului), s-a împrietenit cu Ernst Röhm, care i-a aranjat un interviu cu Adolf Hitler în 1931. În timpul războiului, a condus o campanie de propaganda neagră împotriva lui Hitler prin radio din Anglia. A avut atât de mult succes, încât Delmer a fost numit în Cartea Neagră a naziștilor pentru arestare imediată după invazia planificată a Marii Britanii.

## Biografie
A condus postul de radio Gustav Siegfried Eins, care făcea propagandă împotriva naziștilor.
În anul 2010, o scrisoare semnată de Adolf Hitler și trimisă jurnalistului Sefton Delmer de la Daily Express a fost vândută cu 9.600 de lire sterline.
În misivă, viitorul lider nazist respinge invitația de a scrie articole pentru ziarul britanic, dar speră că relațiile dintre Germania și Anglia vor rămâne cordiale.